# TKKG (Film)
TKKG – Jede Legende hat ihren Anfang ist ein deutscher Spielfilm des Regisseurs Robert Thalheim aus dem Jahr 2019. Es ist der dritte Kinofilm, welcher auf der Jugendbuch-Reihe TKKG basiert. Der Film kam am 6. Juni 2019 in die deutschen Kinos.

## Handlung
Zwei sehr unterschiedliche Jungen, Tim und Willi, genannt Klößchen, lernen sich am ersten Schultag auf dem Internat kennen. Willi, Großfabrikantensohn aus gutem Hause, ist nicht gerade erfreut, sich ein Zimmer mit Tim, einem Stipendiaten und ehrgeizigen Sportler, der in prekären Verhältnissen in der Vorstadt aufwuchs, zu teilen. 
Als Klößchens Vater entführt wird und nur gegen eine wertvolle Statue aus dessen Kunstsammlung freigelassen werden soll, ist Tim der Einzige, der Willi glaubt, dass die Polizei auf der falschen Fährte ist. Gemeinsam mit der smarten Polizistentochter Gaby und dem hochintelligenten Außenseiter Karl beginnen sie, auf eigene Faust zu ermitteln. Gegen alle Widerstände decken die vier eine Verschwörung auf. Im Verlauf ihres ersten großen Detektivabenteuers wachsen sie zu einer eingeschworenen Gemeinschaft zusammen, und so wird aus Tim, Karl, Klößchen und Gaby die Bande TKKG.

## Produktion
Regie führte Robert Thalheim. Die Jugendbuch-Reihe TKKG wurde von Thalheim gemeinsam mit Peer Klehmet für den Film adaptiert, dem Drehbuchautor der Fünf Freunde-Filme. Nach Ein Fall für TKKG: Drachenauge aus dem Jahr 1992 und TKKG – Das Geheimnis um die rätselhafte Mind-Machine von Tomy Wigand aus dem Jahr 2006 handelt es sich um den dritten Kinofilm, der auf der Jugendbuch-Reihe basiert. Justus Riesenkampff von Delta Film, der die Filmrechte hält und neben Thalheim und Dirk G. Engelhardt den Film produzierte, hatte nach Aussage des Regisseurs für die Neuauflage auch einen spannenden inhaltlichen Ansatz. Da die TKKG-Bücher und -Hörspiele hauptsächlich in den 1980er Jahren spielen, wurde versucht, eine eigene Welt für den Film zu kreieren: „TKKG spielt zwar im Jetzt, ist aber voller Anspielungen auf die 80er Jahre, in denen man als erwachsener Zuschauer TKKG verorten würde“, so Thalheim.
Gedreht wurde der Film unter anderem auf Schloss Loburg im Münsterland, welches als Kulisse für die Internatsschule diente. 
Die Filmstiftung NRW förderte die Produktion mit 400.000 Euro.
Die Songs stammen von SDP. Das Lied Der Beste Tag Ever wurde von der Berliner Band extra für den Film geschrieben und kam parallel zum Kinostart auf den Markt. Bei der Filmmusik setzte Thalheim auf Synthesizersound, wie er in der Filmmusik der 1980er, in den TKKG-Hörspielen oder bei der Serie Stranger Things zu hören ist.
Die Premiere erfolgte am 2. Juni 2019 in der Essener Lichtburg. Ein Kinostart in Deutschland erfolgte am 6. Juni 2019. Das Hörspiel zum Kinofilm wurde am 7. Juni 2019 von Europa als CD, Download und im Streaming veröffentlicht.

## Anspielungen
Die Handlung des Films enthält direkte Anspielungen auf mehrere klassische TKKG-Folgen:
- Die Jagd nach den Millionendieben
- Das leere Grab im Moor
- Der blinde Hellseher
- Angst in der 9a
- Das Phantom auf dem Feuerstuhl
- Der Teufel von Waiga-See.

## Fortsetzung
Bereits parallel zu den Dreharbeiten zu TKKG wurde der zweite Teil entwickelt. Darin soll der Magier Santini der Gegenspieler von TKKG sein.

## Rezeption

### Altersfreigabe
In Deutschland wurde der Film von der FSK ab 6 Jahren freigegeben. In der Freigabebegründung heißt es, in bunter und temporeicher Inszenierung vereine der Film Elemente von Kinder- und Abenteuerfilm mit Krimielementen und viel Humor. Die deutlich typisierten Charaktere und liebevoll überzeichnete Elemente ließen das Geschehen klar als fiktional erkennen, dennoch könnten einzelne düstere Passagen Kinder im Vorschulalter überfordern.

### Einsatz im Schulunterricht
Das Onlineportal kinofenster.de empfiehlt den Film für die Unterrichtsfächer Deutsch, Sachkunde, Ethik und Religion. Dort schreibt Reinhard Kleber, im Unterricht würden intermediale Vergleiche der Erzählstrukturen und Schlüsselmotive in den Adaptationen des TKKG-Stoffes vom Buch über Film, Hörspiel, TV, Comic bis zum Game naheliegen. Zudem könnten Vergleiche mit literarischen und filmischen Kinderkrimis wie Emil und die Detektive oder Fünf Freunde Aufschluss geben über dramaturgische Muster und genretypische Figurenkonstellationen.

### Einspielergebnis
In Deutschland verzeichnet der Film bisher 248.232 Besucher.

### Auszeichnungen
TKKG wurde Anfang Januar 2020 in die Vorauswahl von acht Kinderfilmen für den Deutschen Filmpreis aufgenommen, blieb aber bei Bekanntgabe der regulären Nominierungen unberücksichtigt. Im Folgenden weitere Auszeichnungen.
Goldener Spatz 2019
- Auszeichnung in der Kategorie Langfilm
- Auszeichnung mit dem Sonderpreis des Thüringer Ministerpräsidenten (Robert Thalheim)
- Auszeichnung als Bester Darsteller (Ilyes Moutaoukkil)[10]